# 黃暉
黃暉（1423年—？），字有融，江西南康府建昌縣人，軍籍，明朝政治人物。進士出身。

## 生平
江西鄉試第一百名。景泰二年（1451年）辛未科會試第八十五名，殿試登進士第三甲第九十名。

## 家族
曾祖黃明哲。祖父黃伯琛。父亲黃大雅。